# Every Day Is Exactly the Same
 (août 2018).
Si vous disposez d'ouvrages ou d'articles de référence ou si vous connaissez des sites web de qualité traitant du thème abordé ici, merci de compléter l'article en donnant les références utiles à sa vérifiabilité et en les liant à la section « Notes et références ».
Singles de Nine Inch Nails
Only
(2005) Survivalism
(2007)
Every Day Is Exactly the Same est un single de metal industriel du groupe Nine Inch Nails sorti en 2006.